# Frédéric Cermeno
Frédéric Cermeno (Perpignano, 20 giugno 1979) è un ex rugbista a 15 e rugbista a 13 francese che ha militato come estremo nel Campionato francese di rugby a 15 e a 13.

## Biografia
Frédéric Cermeno è nato e cresciuto a Perpignano, nella Catalogna del Nord. Ha iniziato a giocare a rugby a 15 con il Perpignano nel 1999 con cui è arrivato in finale nella Heineken Cup 2002-2003 dove ha perso contro il Tolosa per 22-17, e nella finale del Campionato francese di rugby a 15 2003-2004 dove ha perso contro lo Stade français per 38-20. Cermeno si trasferisce al Castres nel gennaio 2006. L'anno successivo ha giocato nel Campionato francese di rugby a 15 Pro D2 con il Béziers. Ha conseguito la sua unica chiamata a giocare per la Nazionale di rugby a 15 della Francia il 28 maggio 2000 contro la Romania a Bucarest.
Nel 2009 entra a far parte del Salanque Méditerranée con cui arriva per due volte alla finale del Campionato francese di rugby a 13 nel 2009-2010 dove ha perso contro il Lézignan per 33-22 e nel 2011-2012 dove ha perso contro il Carcassonne per 26-20. Cermeno ha posato nudo nel celebre calendario Dieux du Stade nel 2004 e nel 2005.
Dopo il ritiro dall'attività agonistica, Cermeno ha iniziato a lavorare come pompiere professionista presso il Centro di Soccorso di Le Barcarès.